# Buriti Alegre (kommun)
Buriti Alegre är en kommun i Brasilien.   Den ligger i delstaten Goiás, i den sydöstra delen av landet, 280 km söder om huvudstaden Brasília. Antalet invånare är 9 056.
Följande samhällen finns i Buriti Alegre:
- Buriti Alegre

Omgivningarna runt Buriti Alegre är huvudsakligen savann. Runt Buriti Alegre är det glesbefolkat, med 10 invånare per kvadratkilometer.